# 羅伯特·法爾肯·史考特
罗伯特·法尔肯·斯科特，CVO（英語：Robert Falcon Scott，1868年6月6日—1912年3月29日）是一位英国海军军官和极地探险家，他曾带领两支探险队前往南极地区，它们分别是1901-1904年的發現號探險隊和1910-1913年罹難的新地探險隊。在第一次探险中，他创下了南纬82度的新记录，并发现了南极高原，而南极点就位于南极高原。在第二次探险中，斯科特带领一个五人小组于1912年1月17日到达南极点，这距离阿蒙森南极探险队到达还不到五个星期。
尽管斯科特给出了书面指示，但原计划与基地营地的辅助犬队的会面还是失败了。斯科特和他的同伴在距离营地162英里（261公里）和距离下一个仓库约12.5英里（20公里）的哈特角半岛死亡。当斯科特和他的团队的尸体被发现时，人们发现他们找到了历史上第一块在南极发现的化石。这些化石被确定来自舌羊齿属的植物，证明了南极洲曾经是一片森林，并与其他大陆相连。
在斯科特被任命为发现探险队的队长之前，他曾在英国皇家海军中担任海军军官。1899年，他偶然遇到了皇家地理学会的主席克莱门茨·马卡姆爵士，由此得知了计划中的南极探险，他很快自愿领导了这次探险。迈出这一步后，他的名字就与南极密不可分，在他生命的最后12年里，他一直致力于这一领域的工作。
隨著罗伯特·斯科特的去世，斯科特變成一名家喻戶曉的英雄。他的雕像也隨著名氣在英國各處豎立。然而在20世紀80、70年代末期，斯科特的能力與其性格卻遭受質疑。一直到21世紀，因斯科特所留下的兩紙命令，因而被給予正面的評價。其命令分是於1912年3月的協助命令，當時室外溫度只有零下40攝氏度。另外一個命令則是1911年10月，當時斯科特使用雪橇狗隊於探險的回程路上。

## 早年

### 家庭

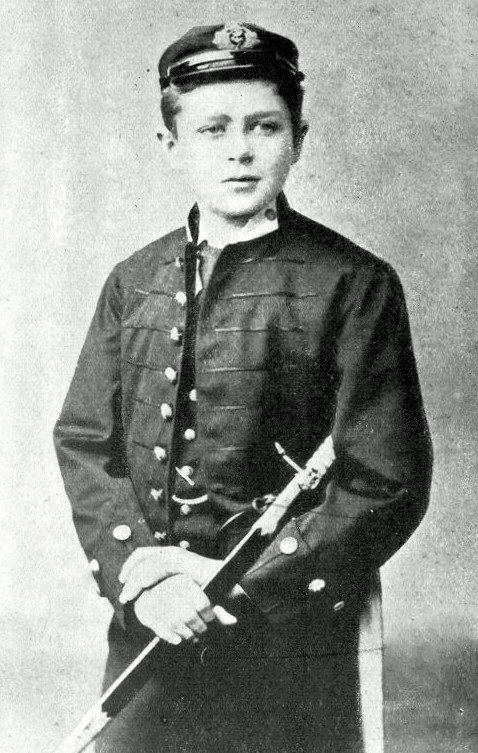
13岁的斯科特

斯科特于1868年6月6日出生在德文波特附近的斯托克达梅尔，是约翰·斯科特和汉娜·斯科特的长子。斯科特的祖父和四个叔叔都曾在陆军或海军服役。约翰·斯科特的财富来自于他从父亲那里继承的位于普利茅斯的一家小啤酒厂，不过后来卖掉了。斯科特的童年是在舒适中度过的，但几年后，当他开始海军生涯时，家里遭遇了严重的经济困难。
根据家族传统，斯科特和他的弟弟阿尔奇命中注定要在军队服役。斯科特在当地的一所走读学校学习了四年，之后被送到汉普郡的斯图宾顿豪斯学校，这是一所专门为在达特茅斯驻扎的海军训练舰不列颠尼亚号入学考试准备的补习学校。通过这些考试后，1881年，13岁的斯科特开始了他的海军生涯。

### 早期海军生涯

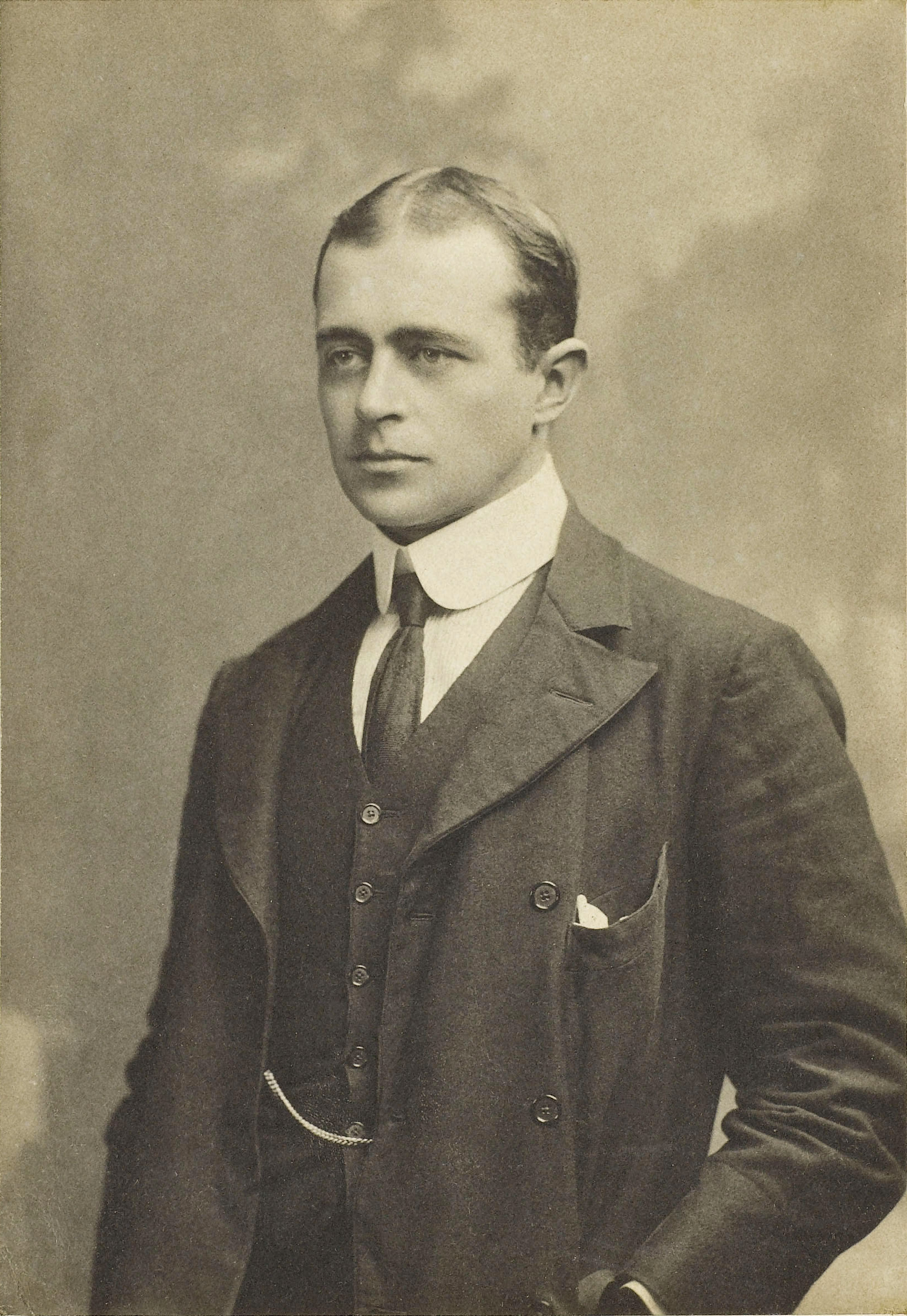
年轻时的斯科特

1883年7月，斯科特以海军军官候补生的身份离开不列塔尼亚，在26名学员中成绩排名第七。10月，他在前往南非的途中加入了海角中队的旗舰博阿迪西亚号(HMS Boadicea)，这是他在海军军官候补期间服役的几艘舰船中的第一艘。在西印度群岛的圣基茨岛，斯科特登上了英国皇家海军的“罗孚号”(HMS Rover)，这是他第一次见到克莱门茨·马克汉姆。马克汉姆当时是英国皇家地理学会的秘书，在斯科特后来的职业生涯中，他的地位举足轻重。1887年3月1日，马克汉姆观看了海军军官候补生斯科特的快艇在早晨横渡海湾的比赛中获胜。马卡姆的习惯是“收集”有可能成为年轻海军军官的人，以便将来从事极地探险工作。斯科特的智慧、热情和魅力给他留下了深刻的印象，这位18岁的海军军官候补生也得到了应有的关注。
1888年3月，斯科特通过了少尉考试，获得的5个证书中有4个是一等证书。他的事业进展顺利，于1889年在多艘船上服役并晋升为中尉。1891年，在国外水域工作了很长一段时间后，他申请参加了在弗农号战舰上为期两年的鱼雷训练课程，这是他职业生涯中重要的一步。他在理论和实践考试中都获得了一级证书。1893年夏天，斯科特指挥一艘鱼雷船时，船搁浅了，这是一个小污点，他因此受到了轻微的责备。
在撰写斯科特和罗尔德·阿蒙森的双重传记的过程中，极地历史学家罗兰·亨特福德调查了斯科特早期海军生涯中可能存在的丑闻，该丑闻与1890年至1890年斯科特在安菲翁号上担任中尉有关。根据亨特福德的说法，斯科特从1889年8月中旬到1890年3月26日，有8个月的时间“从海军档案中消失”。亨特福德暗示他曾与一名已婚美国妇女有过关系，他试图掩盖此事，并受到高级军官的保护。传记作家大卫·克兰将失踪时间缩短至11周，但无法进一步澄清具体原因。他拒绝接受斯科特受到高级官员的保护的说法，理由是斯科特不够重要或没有足够的人脉来做到这一点。可能仅仅是因为海军档案丢失了。
1894年，斯科特在补给舰火神号上担任鱼雷军官时，得知自己的家人遭遇了金融灾难。约翰·斯科特卖掉了酿酒厂，用这笔钱进行了不明智的投资，损失了所有的资本，现在几乎破产了。63岁的时候，身体状况不佳的约翰·斯科特被迫接受了一份酿酒厂经理的工作，并把家搬到了萨默塞特郡的谢普顿马勒特。三年后，当罗伯特在皇家海军海峡中队旗舰宏伟号舰上服役时，约翰·斯科特死于心脏病，由此引发了新的家庭危机。汉娜·斯科特和她的两个未婚女儿现在完全依靠斯科特的军饷和弟弟阿尔奇的工资生活。1898年秋，阿尔奇得了伤寒去世，这意味着整个家庭的经济责任都落在了斯科特身上。
如何升职以及由此带来的额外收入，现在成了斯科特相当关心的问题。然而，英国皇家海军的晋升机会既有限，又受到许多雄心勃勃的军官的热切追求，可谓竞争压力极大。1899年6月初，在休假回家的路上，斯科特在伦敦的一条街上偶然遇见了克莱门茨·马卡姆，他现在是英国皇家地理学会的会长，并在学会的赞助下，即将进行南极探险。克莱门茨表示，他有一个早期指挥的机会，是一个能让自己脱颖而出的机会。这一事件并没有被记录下来，但几天后，6月11日，斯科特出现在马卡姆的公馆，自愿率领探险队。

## 1901年至1904年的发现探险

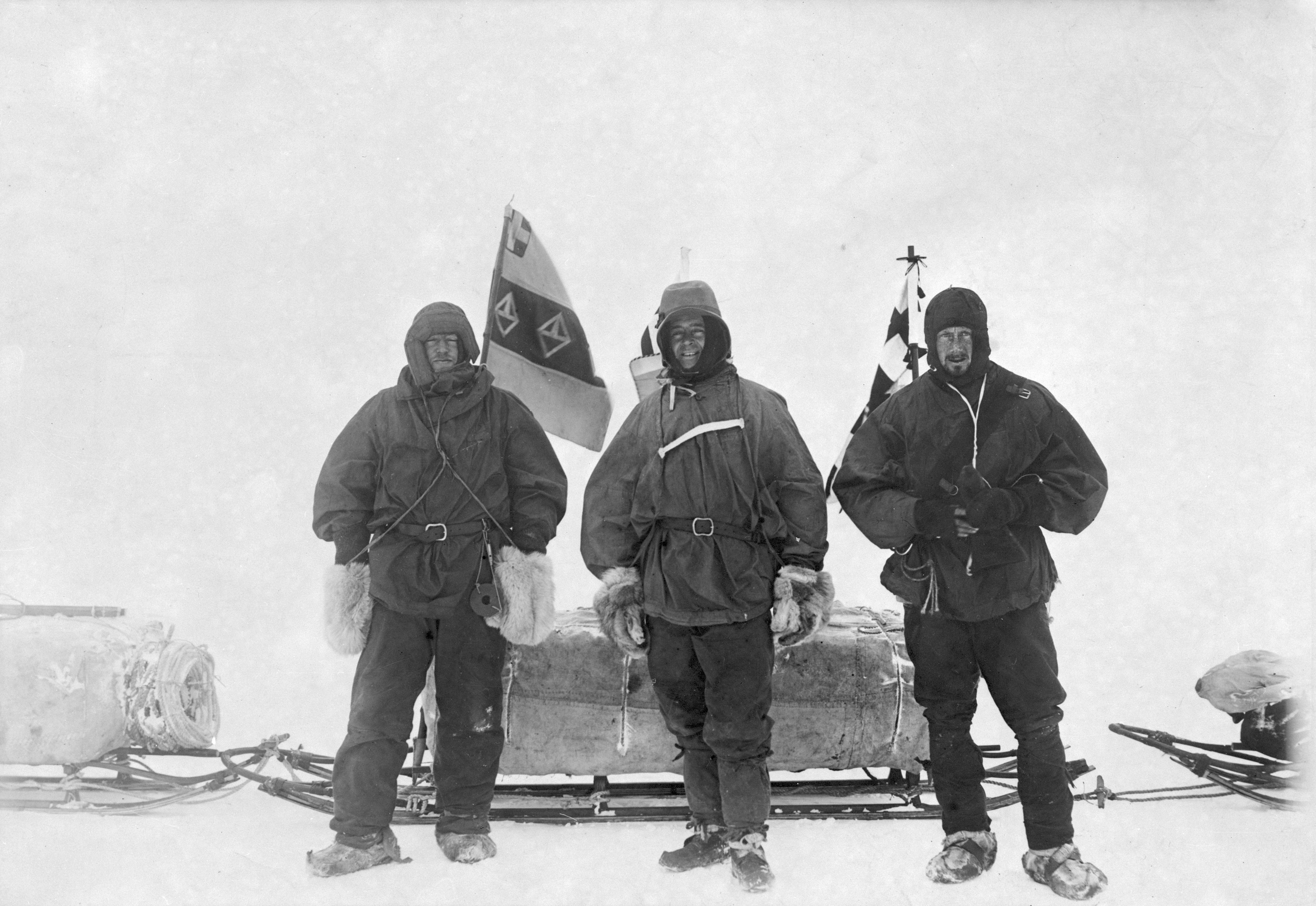
1902年11月2日，沙克尔顿、斯科特和威尔逊在发现探险队南下之前

英国国家南极探险队，后来被称为“发现探险队”，是皇家地质勘探局和英国皇家学会联合组织的。这是马卡姆长久以来的梦想，在海军的指挥下，由海军人员组成的探险队需要他所有的技能和机智才能实现。斯科特可能不是马卡姆的第一选择，但在决定了他之后，这位年长的人一直是他的坚定支持者。在斯科特的职责范围问题上，委员会发生了争执。英国皇家学会迫切要求任命一名科学家负责探险队的计划，而斯科特只是指挥这艘船。然而，最终马卡姆的观点占了上风，斯科特被任命为总指挥，并在1901年8月6日发现号航行到南极之前被提升为指挥官。国王爱德华七世对探险队表现出了浓厚的兴趣，1901年8月，在这艘船离开英国海岸的前一天，他参观了这艘船，并在参观期间授予斯科特皇家维多利亚勋章，作为他的个人礼物。
在这50多人的队伍中，几乎完全没有在南极或北极水域的经验，在开船之前，他们几乎没有受过什么设备或技术方面的专门训练。他们带走了狗和滑雪板，但是狗在第一季度就死于疾病。尽管如此，这些狗的表现给斯科特留下了深刻的印象，虽然在道德上存在疑虑，但他还是决定把狗当成食物，以增加探险队的活动范围。在早期尝试冰上旅行的时候，一场暴风雪把探险队成员困在了帐篷里，他们决定离开，结果意外导致队员乔治·文斯于1902年3月11日从悬崖衰落丧生。

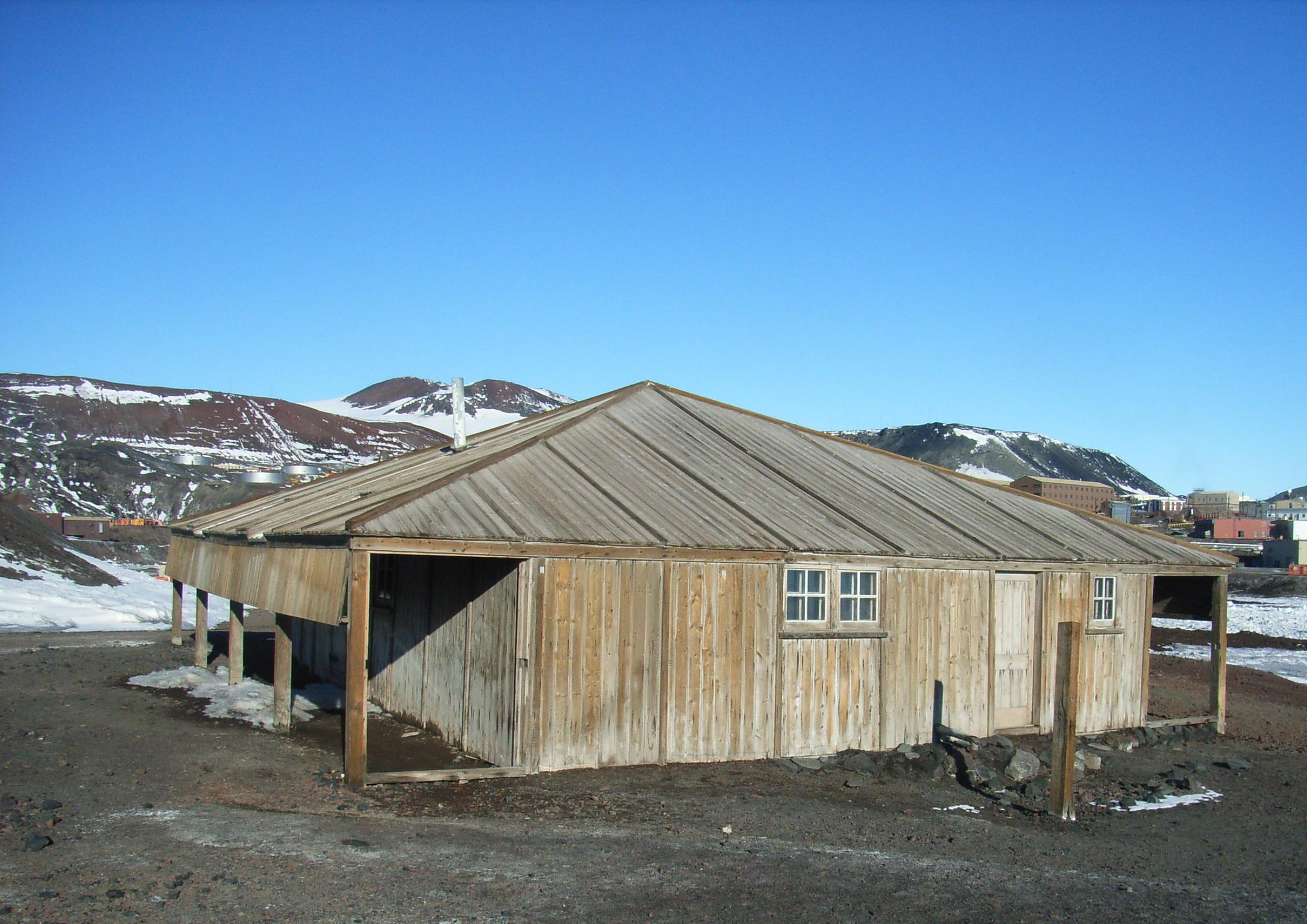
哈特角半岛的营地

这次探险既有科学目的，也有探险目的；后者包括一段向南的长途旅行，朝着南极的方向。这一年三月，斯科特、欧内斯特·沙克尔顿和爱德华·威尔逊他们到达了南纬82度17分的地方，距离南极点约530英里(853公里)。一次痛苦的返程使沙克尔顿身体垮了，并提前离开了探险队。第二年，斯科特的技术和成就都有了提高，他的西部之旅达到了顶峰，并最终发现了极地高原。这被一位作家描述为“一次伟大的极地之旅”。这次探险的科学成果包括重要的生物学、动物学和地质学发现。然而，一些气象和磁读数后来被批评为业余和不准确。
在探险结束时，两艘救援船共同努力，并使用了炸药，才从冰中解救了被困人员。斯科特在探险过程中坚持皇家海军的正式礼节，这使得他与商船特遣队的关系变得紧张，他们中的许多人在1903年3月随第一艘救济船回国。副指挥官阿尔伯特·阿米蒂奇是一名商船船长，他被给予回家的机会，但他把这一救助视为为对他个人的侮辱，并拒绝了。阿米蒂奇还提出，让沙克尔顿乘坐救援船回家的决定是出于斯科特的仇恨，而不是因为沙克尔顿身体的崩溃。虽然后来斯科特和沙克尔顿之间关系紧张，但是当他们的极地探险的野心直接发生冲突时，相互的礼貌在公共场合还是得以保留。1909年，沙克尔顿在尼姆罗德考察队任务结束后回国，斯科特参加了迎接他的官方招待会。两人在1909年至1910年期间，就各自的雄心壮志，礼貌地互致信函。

## 两次探险之间的时期

### 受欢迎的英雄

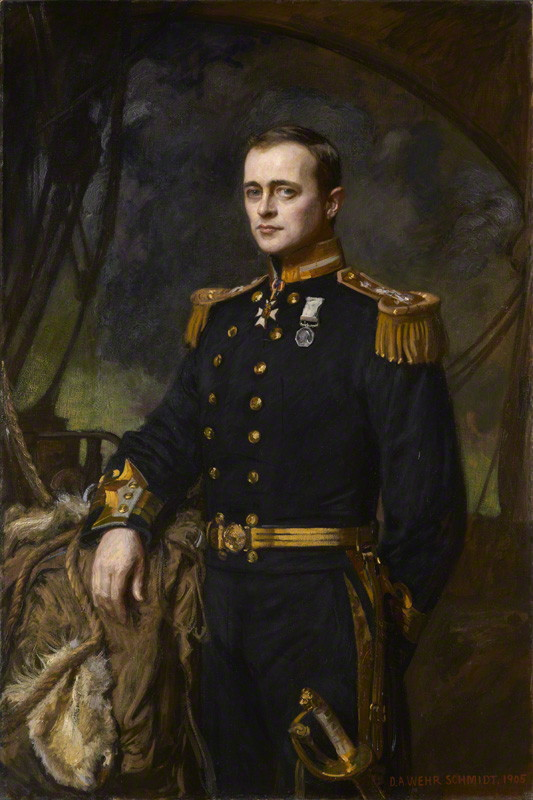
1905年斯科特的画像

发现号于1904年9月返回英国。这次探险引起了公众的想象，斯科特成了一个受欢迎的英雄。他获得了一系列荣誉和勋章，其中包括许多来自海外的勋章，并被提升为上尉。他被邀请到巴尔莫勒尔城堡，在那里，国王爱德华七世提拔他为维多利亚皇家骑士团的司令。
斯科特接下来的几年非常忙碌。在一年多的时间里，他忙于公众接待、演讲和撰写探险记录，这些都是关于发现之旅的。1906年1月，他重新开始了他的全职海军生涯，最初是作为海军情报部门的助理总监在海军部工作，并于8月在凯旋号上成为乔治·埃格顿爵士的海军少将。他现在进入了一个更加显赫的社交圈——1907年2月给马卡姆的一封电报提到了与奥尔良的阿美莉皇后和葡萄牙皇室王子路易斯·菲利佩的会面，后来的一封家信提到他与舰队总司令和普鲁士的海因里希王子共进午餐。这封电报与斯科特的船只阿尔伯马尔号相撞有关。斯科特被免除了责任。1907年2月11日，斯科特指挥的阿伯马尔号战列舰与英联邦号战列舰相撞，船头轻微受损。

### 与沙克尔顿发生争执
1906年初，斯科特向皇家地理学会询问未来南极探险的可能资金来源。 因此，对他来说，欧内斯特·沙克尔顿宣布了他自己的计划，要前往发现之旅的麦克默多湾基地，并从那里发起对南极的竞标，这是一个不愉快的消息。 斯科特在给沙克尔顿的一系列信件的第一篇中声称，麦克默多周围的地区是他自己的“研究地区”，在他选择放弃之前，他有优先的权利，因此沙克尔顿应该在一个完全不同的地区工作。在这一点上，他得到了参与发现之旅的前动物学家爱德华·威尔逊的强烈支持，他断言斯科特的权利延伸到了整个罗斯海区域。这个沙克尔顿拒绝承认。
斯科特听了一封写给斯坦福书店老板爱德华·斯坦福德的信，似乎对发布的地图感到生气，地图上显示了斯科特和沙克尔顿在探索发现之旅中走了多远。斯科特在这封日期为1907年、2018年在商店档案中发现的信中暗示，将两人的名字放在这张地图上表明，斯科特和沙克尔顿之间存在“双重领导”，这“与事实不符”。店主回信道歉后，斯科特对上封信的内容表示遗憾，并表示:“我努力做到公正，把功劳归功于我的同伴，他们所有人都诚实地努力工作，正如我努力记录的那样……当然，我现在明白了，你个人并不了解这些措辞，我必须表示遗憾，我第一次写信时没有意识到你的身份。”

## 第二次南極之旅

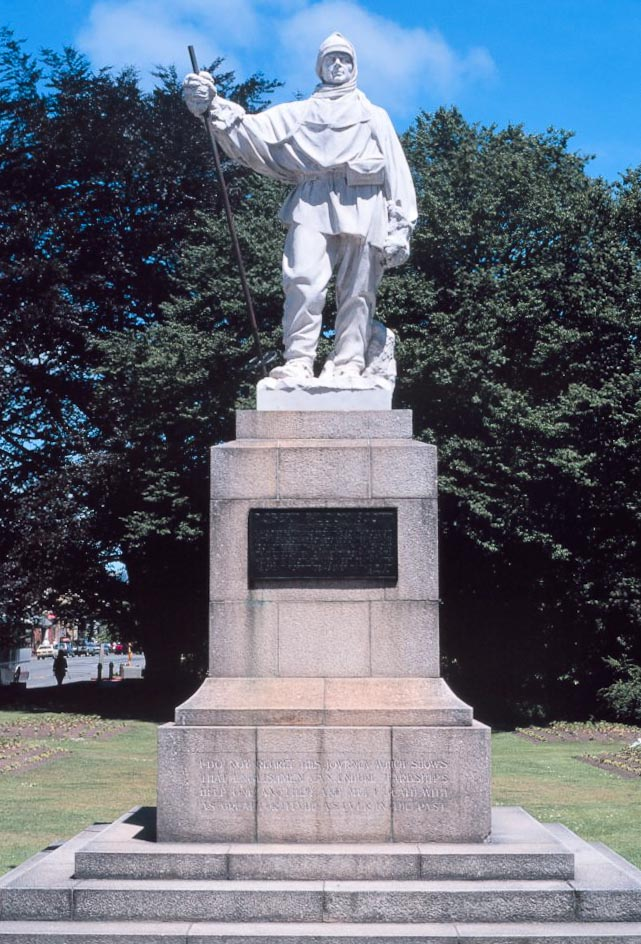
位於紐西蘭基督城的斯科特雕像。

1910年，斯科特從英國出發，重返南极，他这次的目标是要成为第一个到达南极点的人，並且希望从南極帶回舌羊齿的化石，以证实達爾文的演化論。但他发现这次他有一个竞争者：挪威人罗尔德·阿蒙森。

### 准备
对于物资的运输，斯科特决定在南极采用狗、小马、拖拉机并辅以人力拖拉的运输方式，但斯科特本人对小马并不了解，他简单的认为沙克尔顿曾经成功使用的小马将同样的表现良好。被派遣到西伯利亚挑选雪橇犬的塞西尔·迈尔斯在当地收到了斯科特的命令，要求他同时采购矮种马，可迈尔斯是一名馴狗专家，他挑选的小马最终被证明體格很差并且不适合南极探险。在迈尔斯采购动物的同时，斯科特在法国和挪威测试了他计划使用的拖拉机，并招募了沙克尔顿探险队中的伯纳德·代作为他的拖拉机专员。

### 始初

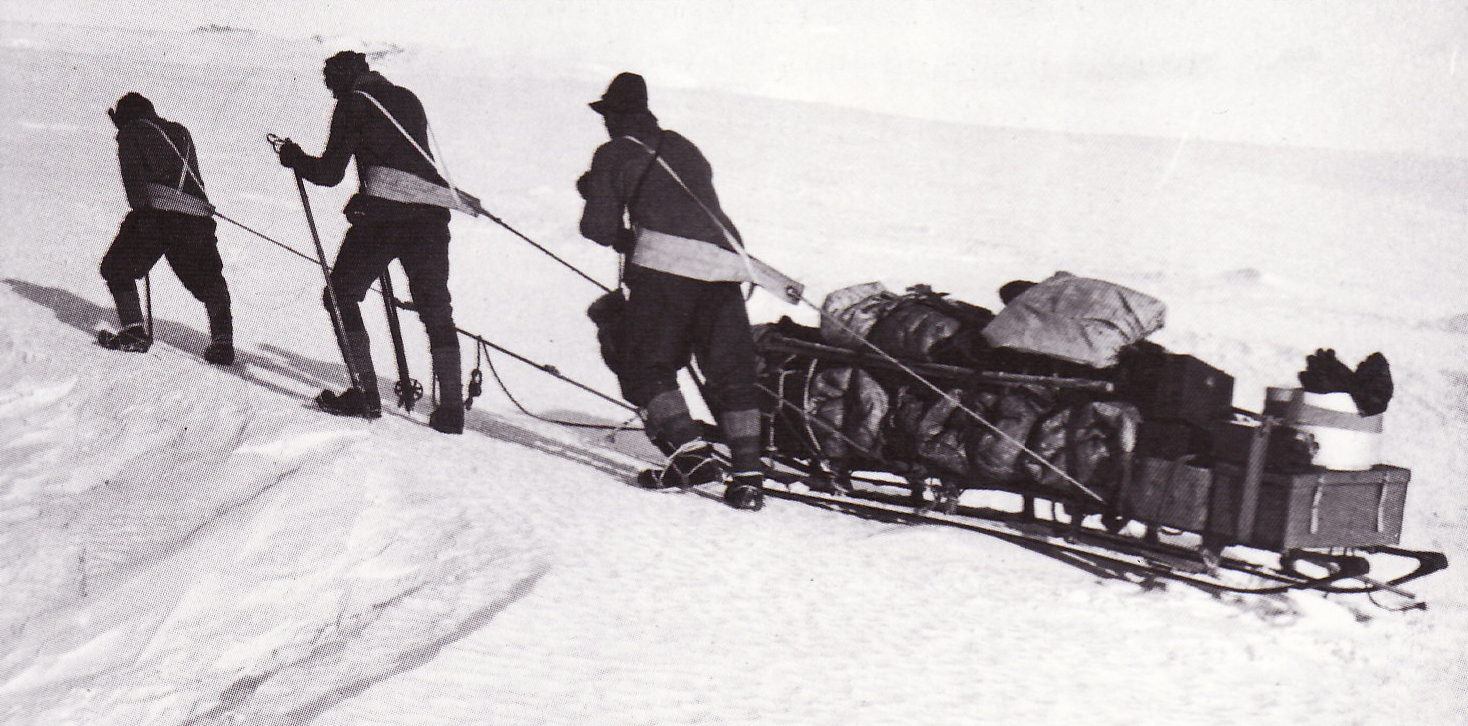
被迫使用人力拖行行李的英國探險隊

斯科特的这次探险之旅一开始就伴随着一些问题，最终延误了向南极点进军的日程和为探险所作的准备。在从新西兰去往南极洲的途中，斯科特探险队所乘坐的新大陆号被浮冰困了20天，比其他的船只受困的时间都要长很多，预留的过冬准备时间被迫压缩。在卸货的时候一台拖拉机还掉进海裡。恶劣的天气和不适应南极环境的小马使补给点布置的工作进行的很不顺利，探险队的主要补给点——“一吨营地”就因此布置的离预定位置（南纬80°）靠北56公里，掌管小马的劳伦斯·奥茨建议斯科特杀掉一些小马作为肉食补充并将补给点向南设置在南纬80°，但斯科特拒绝了这一建议，据报告称奥茨对斯科特说：“先生，到時候你就會後悔沒聽我的。”，完成补给点布置之后返回营地时，斯科特得知阿蒙森的探险队抵达了南极洲并在自己营地以东320公里的鲸湾扎下了营地。斯科特并没有为应对阿蒙森的出现而修改他的探险计划，他在日记中写到“那条合适且明智的路线正等着我们”。

### 前往南极点

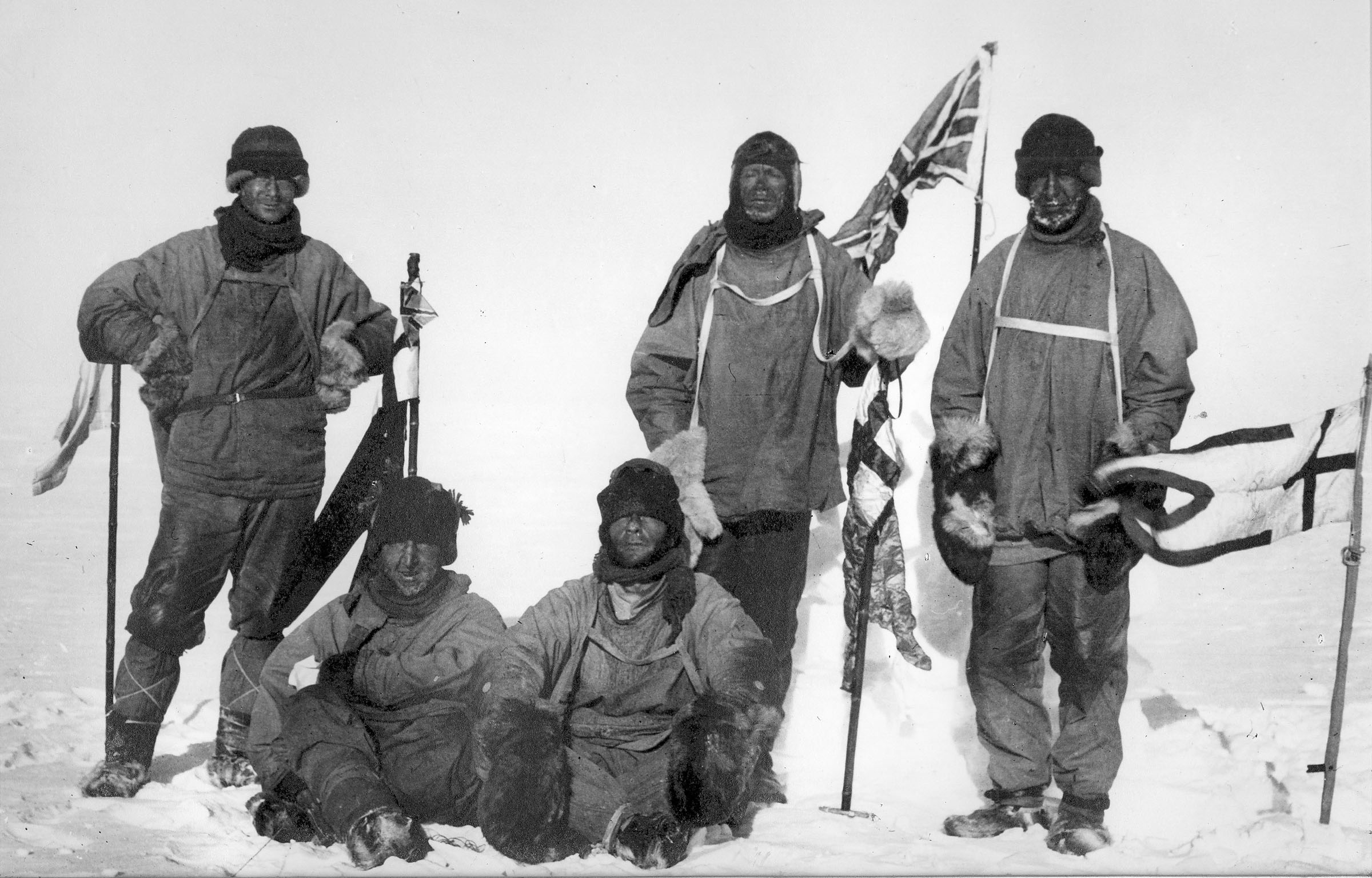
斯科特探險隊在南極點。立者左起：奥茨、斯科特與威尔森；坐者左起：鲍尔斯與埃文斯，1912年1月18日

斯科特向南极点的远征开始于1911年11月1日，一支由小马、狗和拖拉机组成的运输队按不同的速度从营地出发，它将最终补给一支4人组成的向南极点冲锋的小队，但远征队裡没人知道斯科特会挑选谁组成这支小队。而对于狗的使用，斯科特在途中向大本营发出了一系列相互矛盾的指令，导致人们不知道是否要为科学考察和返回保护这些狗，斯科特的助手无法理解斯科特的意思，最终在迎接探险队返回时没有使用雪橇狗。
随着探险队的旅程逐步向南，探险队的规模也迅速减小，在1912年1月4日时，只剩下两个4人小队的探险队抵达了南纬87°34'，在这里，斯科特宣布了最终冲击南极点的人员（包括罗伯特·斯科特上尉、亨利·鲍尔斯中尉、爱德华·威尔森博士、爱德加·埃文斯海军军士和劳伦斯·奥茨陆军上尉），其他三人（泰迪·埃文斯、威廉姆·拉什利和汤姆·克里恩）向北返回营地。五人小队於1912年1月17日到达南极，阿蒙森比他们早到了33或34天。斯科特的失望和愤怒表达在他的日记中，他写道：“糟糕透顶”、“白日梦终醒”和“老天啊，这里真是个伤心之地”。

### 最后的旅途

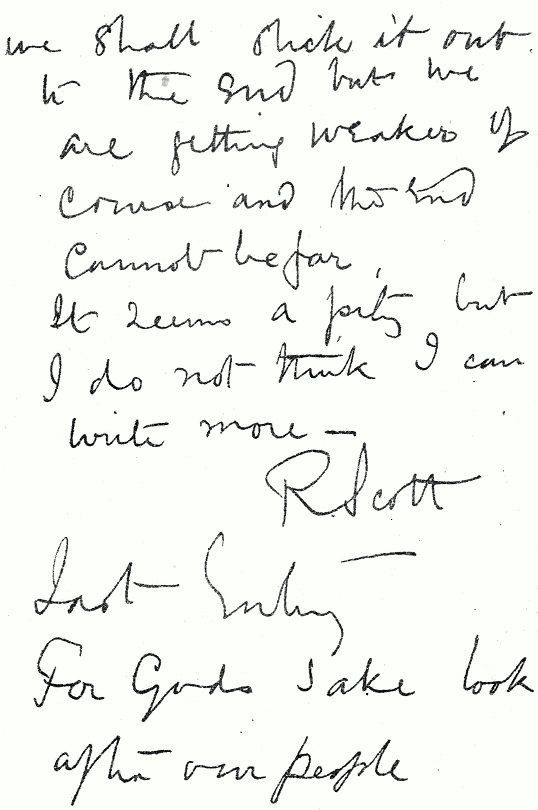
史考特日記最後一頁，1912年3月29日

沮丧的斯科特探险队于1912年1月19日踏上返回营地的1300公里的旅途，斯科特在日记中写到：“这次返程恐怕将十分劳累且无聊透顶”。尽管回程中天气恶劣，探险队仍在2月7日之前完成了500公里左右南极点高原部分的旅程，随后的几天探险队沿比尔德摩尔冰川下降，行进了100公里，在这段行进中，埃德加·埃文斯的身体情况严重下降，2月4日埃文斯的一次跌倒使他“行动困难”，2月17日的又一次跌倒后，埃文斯在冰川脚下死去。
这时探险队前面还有670公里的旅途，恶劣天气、冻伤、雪盲、饥饿和劳累消耗着斯科特探险队的毅力，他们挣扎着向北行进。之后奥茨的身体状况因为战时受的老伤而急转直下，奥茨在3月17日早上留下著名的一句話：「我要去外边走走，可能稍久一點。（I am just going outside and may be some time.）」后走出了营帐走向死亡，屍骨今未尋獲。余下三个人又向前行进了32公里之后，于3月19日在主给养补给点前18公里（越过原计划补给点位置38公里后）扎下了最后的营地。第二天席卷而来的暴风雪阻挡了探险队的脚步，在随后的9天中，探险队消耗了所有的给养。尽管他在3月23日时已停止记录日记，斯科特还是在3月29日写下了他的遗言，他写道：“最後，老天保佑我的夥伴”。斯科特给包括威尔森的母亲、鲍威尔的母亲、他之前指挥官、他自己的母亲和他的妻子写了信，斯科特还写了一封给公众的信，这封信中他对探险行动做了辩护，并将探险的失败归结为恶劣天气和其他不幸，结尾斯科特留下了一段感人至深的话：
我们很清楚自己冒了险，天不隨人意，因而没什么可抱怨的，只能背负着天意努力到最后……如果我们能幸存，我将向世人讲述我的同伴是多麼堅毅、进取、勇敢，以激励每一个英国人。我们的遗骸和这些便条必将讲述这些故事。我们富强的祖国一定、一定会证明，我們對得起那些支持著我们的人的信心。
We took risks, we knew we took them; things have come out against us, and therefore we have no cause for complaint, but bow to the will of Providence, determined still to do our best to the last […] Had we lived, I should have had a tale to tell of the hardihood, endurance, and courage of my companions which would have stirred the heart of every Englishman. These rough notes and our dead bodies must tell the tale, but surely, surely, a great rich country like ours will see that those who are dependent on us are properly provided for.
 — 罗伯特·斯科特， Scott's Message to the Public, L. Huxley, Vol I pp. 605–07
斯科特的死亡时间推测为1912年3月29日，或之后的一天，11月12日以后当救援队发现3人遗体时，斯科特遗体的位置表明他在三人中最后一位死去。他們死時還帶著十多公斤事前承諾帶回的舌羊齒化石標本以及阿蒙森探險隊留在南極點的信（阿蒙森因為擔心有可能在歸途遭到不測，在信中請後到的斯科特將信帶回作為證明）。斯科特的部份遺物被回收，但遺體則被保留在南極。

## 評價

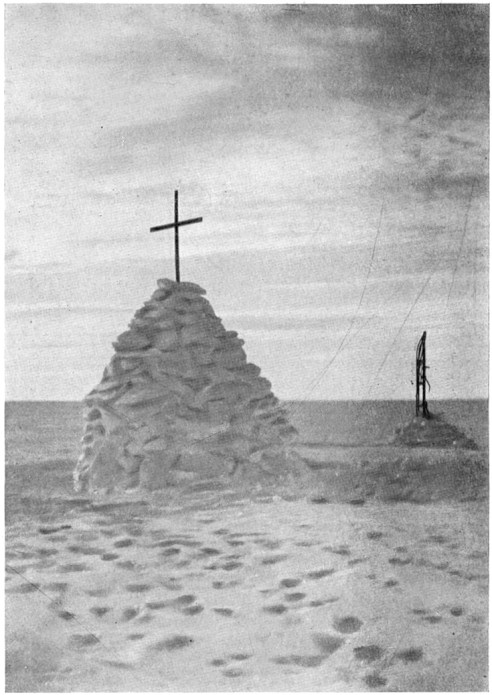
斯科特、威尔森與鲍威尔之墓

后人认为斯科特的失败除天气的原因外还有他自己犯的错误。比如他不用极地犬，而一开始用西伯利亚小马，而馬匹較極地犬更難適應低溫酷寒導致了失敗，后来用人力来拖他的行李。此外他没有利用极地人的经验，阿蒙森的探险队中的人都是有丰富的极地经验的。不過即便犯下這些失誤，史考特仍被認為是人類極地探險史上一名悲劇性的英雄人物。今天位于南地极的阿蒙森-斯科特站是以他和他的竞争者命名的，劍橋大學的史考特極地研究中心也以他的名字命名。为纪念他，小行星876（876 Scott）以他的名字命名。
斯蒂芬·茨威格就他最后的南极之旅立传《夺取南极的斗争》。